# 174丁目駅 (IRTホワイト・プレーンズ・ロード線)
174丁目駅（174ちょうめえき、英: 174th Street）はニューヨーク市地下鉄IRTホワイト・プレーンズ・ロード線の駅である。ブロンクス区クロトナ・パーク・イーストの174丁目とボストン・ロード、サザン・ブールバードの交差点に位置し、2系統が終日、5系統が深夜とラッシュ時を除く終日停車する。

## 駅構造
| P ホーム階 | 相対式ホーム、右側扉が開く | 相対式ホーム、右側扉が開く |
| P ホーム階 | 南行緩行線                 | ← フラットブッシュ・アベニュー-ブルックリン・カレッジ駅行き（フリーマン・ストリート駅） ← 平日：フラットブッシュ・アベニュー-ブルックリン・カレッジ駅行き（フリーマン・ストリート駅） ← 週末：ボウリング・グリーン駅行き（フリーマン・ストリート駅） |
| P ホーム階 | 混雑方向急行線             | ← ラッシュ時混雑方向：通過 → |
| P ホーム階 | 北行緩行線                 | → ウェイクフィールド-241丁目駅行き（イースト・トレモント・アベニュー駅）→ 夕ラッシュ時及び深夜帯を除く終日：イーストチェスター-ダイアー・アベニュー駅行き（イースト・トレモント・アベニュー駅）→                                                     |
| P ホーム階 | 相対式ホーム、右側扉が開く | |
| G          | 地上階                     | 出入口 |

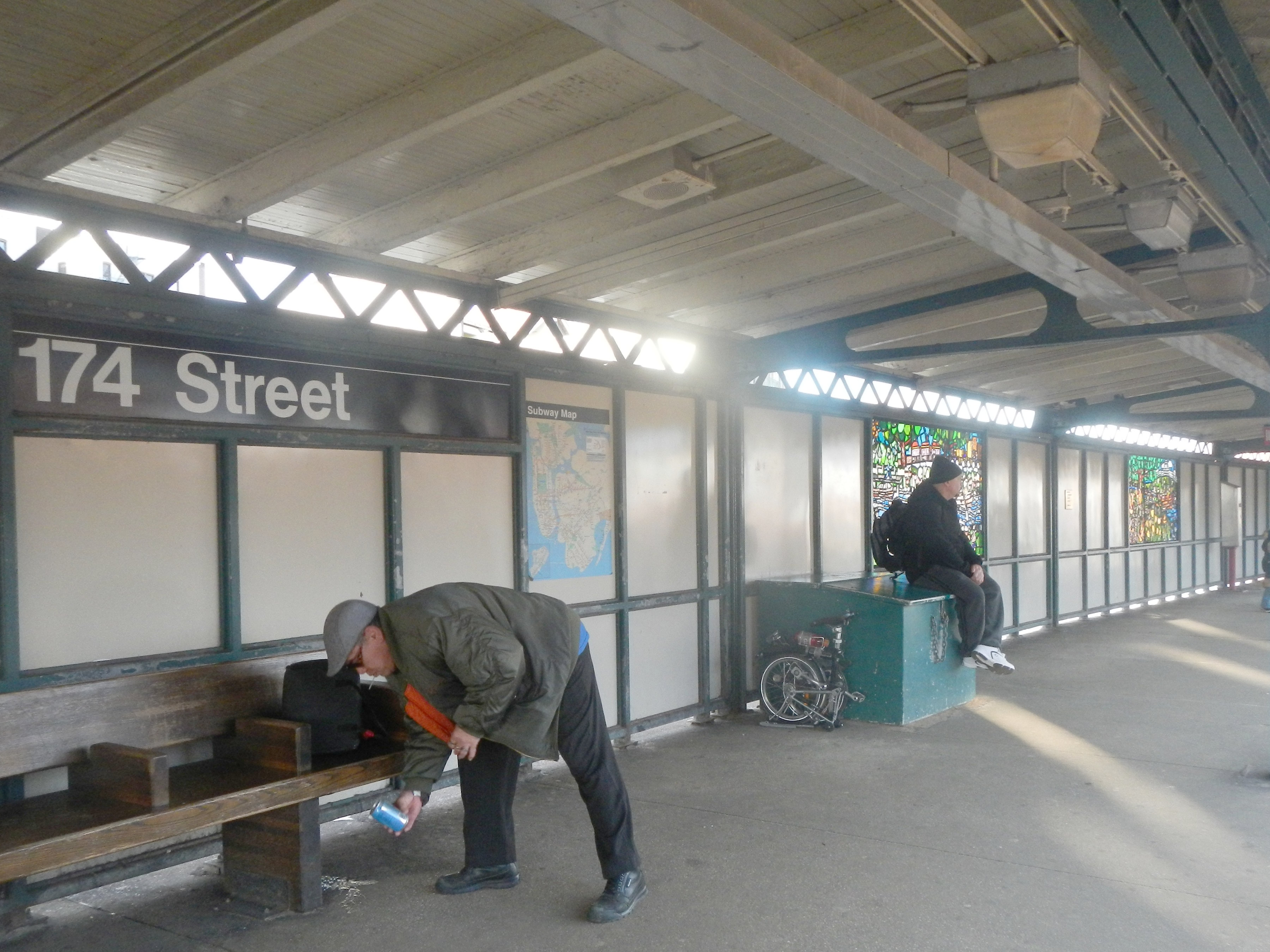
南行ホーム

駅は1904年11月26日にIRTホワイト・プレーンズ・ロード線のジャクソン・アベニュー駅 - 180丁目-ブロンクス・パーク駅間の開業と共に開業した。駅は相対式ホーム2面と緩行線2線・急行線1線を有した2面3線の高架駅で、中央の急行線はラッシュ時に急行運転を行う5系統が使用している。当駅はカーブ上に設置されており、ホームと車両中間のドアとの間に大きな隙間が生じていた。 2008年までにこの隙間は無くなったが、依然として列車の案内放送では扉とホームの隙間に注意するようアナウンスされている。
駅は2003年7月から11月まで休止され、改修工事を受けている。このため新しい白いガラスと黒い柵が設置されている。また、ホーム端は非常に幅が狭くなっている。

### 出口
駅の改札口はホームと同じ階にあり、改札内で両ホームは接続していない。南行ホーム側の改札口は東174丁目とボストン・ロード、サザン・ブールバードの交差点北西と南西に、北行ホーム側の改札口は同交差点北東と南東に接続している。